# Pozohondo
Pozohondo (antiguamente hasta 1860 Pozo-Honda) es un municipio español situado al sureste de la península ibérica, en la provincia de Albacete, dentro de la comunidad autónoma de Castilla-La Mancha. Está ubicado en la antigua comarca de la sierra de Alcaraz. Se encuentra a 30 km de la capital provincial. Comprende las pedanías de Campillo de la Virgen, Nava de Abajo, Nava de Arriba y Los Pocicos.

## Escudo heráldico
Durante la Guerra de la Independencia, los habitantes de la localidad vencieron a los franceses y consiguieron arrebatarles unas banderas y unos cañones que hoy son los que componen su escudo heráldico.

## Geografía humana

### Demografía
Cuenta con una población de 1553 habitantes (INE 2024).
| Gráfica de evolución demográfica de Pozohondo entre 1857 y 2021 |
| |
| El censo de 1842, "el Madoz", lo recoge sin datos En este censo se denominaba Pozo-Hondo: 1857 Población de derecho según los censos de población del INE. Población de hecho según los censos de población del INE. |

Aunque la población es bastante inferior a la de mediados del siglo XX cuando llegó a tener casi 4500 habitantes, se ha mantenido estable desde la década de 1990.
| 1900  | 1910  | 1920  | 1930  | 1940  | 1950  | 1960  | 1970  | 1981  | 1991  | 2001  | 2010  | 2015  | 2016  | 2020  |
| ----- | ----- | ----- | ----- | ----- | ----- | ----- | ----- | ----- | ----- | ----- | ----- | ----- | ----- | ----- |
| 3.339 | 3.181 | 3.665 | 4.220 | 4.275 | 4.492 | 4.285 | 3.015 | 2.267 | 1.823 | 1.859 | 1.792 | 1.717 | 1.698 | 1.593 |

## Fiestas
- Celebra sus fiestas patronales en honor a San Juan Bautista entre el 21 y el 25 de junio, con espléndidos encierros y corridas de toros, así como verbenas, gazpachada y la danza del zángano. Todo ello regado con vino de la tierra y amenizado por su famosa banda de música. También destaca el carácter alegre de las peñas que llenan las calles durante estos días.

- Nuestra Señora del Rosario (patrona): las fiestas se inician nueve días antes de primer domingo de octubre, con populoso novenario en la iglesia de San Juan Bautista, el cual concluirá con la ya tradicional ofrenda de flores. Esa misma noche los Hermanos/as de la Virgen recorrerán las calles del pueblo cantando las letrillas del Rosario, acompañadas con las notas del acordeón y la guitarra, que también acompañaron el rezo del Santo Rosario, durante el novenario. El Rosario de la Aurora pondrá fin a una noche que antecederá al día grande, en el que tras la Misa, la imagen de la Virgen del Rosario, procesionará por el pueblo del que es considerada patrona desde antiguo, con la compañía de la Banda de Música de Pozohondo. Destacar que en 2012, Pozohondo conmemoró el 50 Aniversario de la Coronación de la imagen de la Virgen del Rosario, con gran cantidad de actos, en los que podemos destacar la participación de todos los colectivos locales.

- Semana Santa: con gran participación y que cuenta con la representación del prendimiento, un drama que representa la Pasión de Cristo con texto del siglo XIII.

- Santa Cecilia: patrona de la música en la Iglesia católica, con luminaria, patatas y concierto. Se celebra el 22 de noviembre.

- Santa Lucía: luminarias en las calles.

- San Blas: 3 de febrero, es costumbre salir al campo a comer.